# Saliva (gruppo musicale)
I Saliva sono un gruppo musicale alternative metal statunitense, formatosi a Memphis nel 1996. Devono gran parte della loro notorietà al secondo album in studio Every Six Seconds, che negli Stati Uniti ha venduto più di un milione di copie, contribuendo alla popolarità del genere musicale ibrido nu metal nei primi anni 2000.

## Storia del gruppo

### Formazione,Saliva(1996–1999)
Il gruppo fu formato a Bartlett (sobborgo di Memphis) nel settembre del 1996, da ex componenti delle band locali Roxy Blue, Blackbone e Gemini Clan. La formazione originale comprendeva il cantante Josey Scott, il batterista Todd Poole, il bassista Dave Novotny e i chitarristi Chris D'Abaldo e Wayne Swinny. Il gruppo eseguì la sua prima esibizione il 31 ottobre di quell'anno, con Scott vestito da suora e Novotny in costume vudù.
In un'intervista concessa nel 2000 al sito RoughEdge.com, il gruppo dichiarò di aver scelto come nome "Saliva", perché era in grado di evocare nel pubblico la sessualità.
A dicembre la band registrò subito un demo, che gli permise di essere scelti, tra 117 gruppi locali, per un'esibizione locale alla competizione indetta dalla National Academy of Recording Arts & Sciences. Insieme a loro si presentarono alcuni gruppi minori provenienti dal Tennessee e dall'Arkansas (DDT Big Band, Mash-o-Matic, Straight Up Buzz and Ashtray Babyhead) il 24 gennaio 1997, al New Daisy Tavern di Memphis. Il 7 febbraio dello stesso anno tennero anche un'esibizione ad Austin, in Texas. In seguito registrarono di nuovo il loro primo demo, con una nuova produzione, e il loro brano "Suffocate" fu incluso nella raccolta locale 1997 Grammy Showcase, pubblicata per conto dell'etichetta Grammy Recordings, insieme ad altri brani dei loro colleghi che si erano presentati con loro nei concerti minori dell'epoca.
Il gruppo si presentò anche a New York il 22 febbraio 1997, in competizione con altre band emergenti di quel periodo. Allo showcase giunsero secondi, ma ricevettero ugualmente un premio di consolazione, che comprendeva anche biglietti per l'edizione dell'epoca dei Grammy.
Il gruppo ebbe una candidatura come miglior artista esordiente all'edizione locale dei Grammy a Memphis, il 16 aprile 1997, e a maggio apparvero anche in alcune esibizioni della zona per artisti emergenti.
Nel periodo compreso tra la primavera e l'estate del 1997, i Saliva si recarono ai Rockingchair Recording Studios a Memphis, per registrare nuove canzoni con l'aiuto dei produttori Bill Pappas e Mark Yoshida, che insieme a versioni rivedute e corrette di brani del loro primo demo, furono inserite nel loro album d'esordio omonimo . Saliva fu pubblicato a metà agosto in formato compact disc, per conto dell'etichetta discografica indipendente Rockingchair Records, di proprietà del produttore Yoshida. L'album vendette in due anni più di diecimila copie, suggerendo a rappresentanti della società Island Records A&R di intraprendere contatti con gli interpreti. Il disco fu poi ristampato dalla nuova etichetta, grazie ad un accordo tra Rockingchair Records e Diamond Productions, specializzata in musica hip hop. La ristampa fu messa in commercio da una divisione della società RED Distribution, nota come RUMM (RED Urban Music Marketing), e presentava un nuovo artwork firmato da Brandon Seavers agli studi AudioGraphic MasterWorks.
Il 3 maggio 1998 il gruppo si presentò di nuovo a Memphis, in un'esibizione locale per artisti emergenti. Negli ultimi mesi del 1999 il batterista Poole lasciò la band, sostituito da Paul Crosby.

### Every Six Seconds(2000–2001)
Nel 2001 i Saliva pubblicarono il loro secondo album in studio Every Six Seconds, per conto della nota etichetta discografica Def Jam. Il disco comprendeva anche i singoli "Your Disease" e "Click Click Boom", entrambi mandati spesso in onda nelle radio rock dell'epoca, permettendo agli autori di acquisire discreta popolarità in ambito mainstream. I brani "Superstar" e "Click Click Boom" furono anche inseriti nella colonna sonora del film Fast and Furious.

### Back Into Your System(2002–2003)
Nel 2002 il gruppo pubblicò il terzo album in studio Back Into Your System, che comprendeva anche i singoli "Always" e "Rest in Pieces", scritti in collaborazione con James Michael e Nikki Sixx dei Mötley Crüe. Nell'album è presente una sola traccia rap metal, intitolata "Raise Up", che fu estratta anche come singolo. L'anno successivo i Saliva presero parte ad un tour promozionale, aprendo per i colleghi Aerosmith e KISS.

### Survival of the Sickest(2004–2005)
Il 17 agosto 2004 il gruppo pubblicò il quarto album in studio Survival of the Sickest, che raggiunse la ventesima posizione della classifica Billboard 200. Il 29 maggio 2005 il chitarrista Chris D'Abaldo annunciò la sua separazione dal gruppo, poi smentita dichiarando di essere stato coinvolto nella registrazione di nuovo materiale. Il sito web ufficiale dei Saliva confermò invece la sua separazione dal chitarrista, adducendo "differenze artistiche", ed ammettendo i graduali cambi di sonorità con cui erano alle prese in quel periodo. D'Abaldo si aggregò in seguito agli Smolder, e nel suo gruppo originario fu sostituito da Jake Stutevoss, ex componente dei Future Leaders of the World, che però abbandonò di nuovo la formazione, prima dei preparativi per le sessioni di registrazione del nuovo singolo "Ladies and Gentlemen". Jonathan Montoya, ex componente dei Full Devil Jacket, sostituì i precedenti chitarristi e diventò membro stabile dei Saliva.

### Blood Stained Love Story(2006–2007)
Nel novembre 2006 il gruppo pubblicò il nuovo singolo radiofonico "Ladies and Gentlemen", che raggiunse la seconda posizione delle classifiche rock statunitensi, e il 23 gennaio dell'anno successivo pubblicò l'album Blood Stained Love Story. Dal disco furono estratti come singoli anche "Broken Sunday" e "King of the Stereo".

### Cinco DiabloeGreatest Hits(2008–2010)
Il 27 febbraio 2008, in un'intervista concessa alla World Wrestling Entertainment, il cantante dichiarò che col suo gruppo si sarebbe ritirato a maggio per nuove registrazioni, e che il nuovo disco avrebbe continuato a proporre alcuni episodi nu metal e rap metal, già compresi nei lavori precedenti. In seguito sostennero alcuni concerti in Europa, Giappone e Corea del Sud.
Il 16 dicembre 2008 i Saliva pubblicarono il loro sesto album in studio  Cinco Diablo, che comprendeva anche la traccia "Hunt You Down", usata dalla WWE l'anno successivo. In seguito presero parte a concerti a fianco dei gruppi Pop Evil, Since October, Dead Season e Aranda.
Il 23 marzo 2010 il gruppo pubblicò la raccolta Moving Forward in Reverse: Greatest Hits.

### Under Your Skine abbandono di Josey Scott (2010–2011)
Dopo la pubblicazione del loro primo greatest hits, i Saliva si recarono ancora in studio per la registrazione del nuovo disco Under Your Skin, in collaborazione con Howard Benson.
Il gruppo incise in quel periodo la canzone "Badass", compresa nella colonna sonora del film Saw 3D.
Il 1 febbraio 2011 il gruppo fece uscire il nuovo singolo "Nothing", proveniente dal nuovo album, seguito da "Badass".
Negli ultimi mesi del 2011, il cantante Josey Scott annunciò di aver lasciato i Saliva per intraprendere una carriera in ambito Christian rock. In seguito Scott dichiarò di essere uscito dalla formazione per intraprendere "un percorso di redenzione".

### Bobby Amaru,In It to Win It,Rise Upe abbandono di Dave Novotny (2012–2015)
Nei primi mesi del 2012 fu annunciato pubblicamente l'arrivo nel gruppo del nuovo cantante Bobby Amaru. Secondo il chitarrista Wayne Swinny, il nuovo cantante era l'unico in grado di rievocare la carica innovativa e spensierata di Scott.
Il 10 febbraio 2012 i Saliva pubblicarono il singolo "All Around the World", e dichiararono di aver ultimato il prossimo album, che sarebbe uscito dopo il tour dell'epoca. Oltre ad "All Around the World" il gruppo interpretò una nuova canzone intitolata "One More Night", durante il loro tour a fianco di 12 Stones e Royal Bliss.
Il 30 novembre 2012 il gruppo dichiarò di aver firmato un contratto con l'etichetta Rumbum Records, e che entro la primavera dell'anno successivo avrebbero pubblicato un nuovo album.
Il 5 febbraio 2013 i Saliva iniziarono a registrare un nuovo album di inediti, il cui titolo definitivo fu In It to Win It, prodotto da Bobby Huff e Luis Bacardi.
Il 30 aprile 2013 il gruppo pubblicò il singolo "In It To Win It", title track del loro nuovo lavoro, uscito il 3 settembre dello stesso anno. Ad agosto Swinny annunciò la separazione dal gruppo del chitarrista ritmico Jonathan Montoya, dopo sei anni. Il 22 gennaio 2014 uscì un altro singolo intitolato "Rise Up", e fu anche ammesso che il nuovo album in studio  In It to Win It era solo un annuncio riservato ai fan.
Nel febbraio del 2015 il bassista Dave Novotny uscì dal gruppo, sostituito da Brad Stewart, ex componente degli Shinedown.

### Love, Lies & Therapy(2016–2017)
Il 16 aprile 2016 i Saliva annunciarono che a giugno sarebbe uscito un nuovo album in studio, intitolato Love, Lies & Therapy. A maggio annunciarono che avrebbero promosso il nuovo disco prendendo parte al tour "Make America Rock Again", insieme ai colleghi Trapt, Saving Abel, Alien Ant Farm, Crazy Town, 12 Stones, Tantric, Drowning Pool, Fuel, Puddle Of Mudd e P.O.D.

### 10 Lives, cambi di formazione, ritorno di Josey Scott e morte di Wayne Swinny (2018–presente)
A metà del 2018 il batterista Paul Crosby dichiarò di aver lasciato il gruppo, seguito da Stewart. Il 19 ottobre i Saliva pubblicarono il nuovo album in studio 10 Lives, per conto dell'etichetta Megaforce Records. Il disco fu prodotto a Jacksonville da Steve Perreira e dal cantante Bobby Amaru. Nel 2019 Crosby e Stewart confermarono il loro ritorno in formazione, e il gruppo prese parte ad un tour indetto dai colleghi Puddle of Mudd.
Ad ottobre l'ex cantante Josey Scott annunciò al podcast The Morning Dump un suo possibile ritorno nel gruppo, in vista di un nuovo album. All'emittente radiofonica WRIF Radio il chitarrista Swinny confermò le voci diffuse di Scott, e che il suo ritorno sarebbe avvenuto intorno al 2021, per celebrare il ventesimo anniversario dell'album Every Six Seconds. Swinny dichiarò che in formazione sarebbe rientrato anche il secondo chitarrista Chris D'Abaldo. In seguito il gruppo ammise di aver rimandato la pubblicazione di nuovo materiale, a causa della pandemia di COVID-19.
Il 16 aprile 2021 il gruppo fece uscire un video per la canzone "After Me", per celebrare il ventennale dell'album Every Six Seconds. In seguito il chitarrista Wayne Swinny dovette rimandare un'esibizione ad agosto, dopo aver scoperto di essere positivo al COVID-19, sostituito da Josh Kulack.
Il 14 maggio 2022 Paul Crosby abbandonò definitivamente i Saliva, e in formazione entrò il nuovo batterista Sammi Jo Bishop.
L'11 settembre 2022 Scott riapparve in pubblico coi vecchi colleghi di band, con cui ripropose "Your Disease", "Always" e "Click Click Boom."
Il 22 marzo 2023 il chitarrista Wayne Swinny morì di emorragia cerebrale, a 59 anni. Swinny era l'unico membro stabile della formazione. Nello stesso anno il gruppo ha pubblicato Revelation, ultimo album in studio registrato col chitarrista originale.

## Stile musicale
Il gruppo ha debuttato con sonorità nu metal e rap metal, in gran parte accantonate nei lavori successivi, e cita come propri ispiratori principali Lynyrd Skynyrd, Stone Temple Pilots, Three 6 Mafia e Faith No More.

## Uso dei brani dei Saliva in altri media
- I Saliva hanno scritto colonne sonore per diversi film, quali Spider-Man, Fast and Furious, Daredevil e Tomb Raider: La culla della vita.
- Diverse loro canzoni sono inoltre state usate in eventi della World Wrestling Entertainment: Ladies and Gentlemen è stato la colonna sonora di WrestleMania 23 e del film Jumper - Senza confini; Hunt you Down del pay-per-view WWE No Way Out 2009; Superstar è stata usata per WrestleMania X8; I Walk Alone è la musica d'entrata del wrestler Batista ed è presente nell'album WWE Wreckless Intent pubblicato nel 2006.
- Nel videogioco del 2002 La Cosa, la canzone After Me viene usata nei titoli di coda.

## Formazione

### Formazione attuale
- Bobby Amaru - voce (2011 - presente)
- Brad Stewart - basso (2015 - presente)
- Paul Crosby - batteria (2000 - presente)

### Ex componenti
- Wayne Swinny - chitarra (1996 - 2023) (morto nel 2023)
- Josey Scott - voce, chitarra acustica (1996 - 2011)
- Dave Novotny - basso (1996 - 2015)
- Jonathan Montoya - chitarra ritmica (2007 - 2010, 2015)
- Chris D'Abaldo - chitarra ritmica (1996 - 2005)
- Todd Poole - batteria (1996 - 2000)

## Discografia

### Album in studio
- 1997 - Saliva
- 2001 - Every Six Seconds
- 2002 - Back Into Your System
- 2004 - Survival of the Sickest
- 2007 - Blood Stained Love Story
- 2008 - Cinco Diablo
- 2011 - Under Your Skin
- 2013 - In It to Win It
- 2014 - Rise Up
- 2016 - Love, Lies & Therapy
- 2018 - 10 Lives
- 2023 - Revelation

### EP
- 2021 - Every Twenty Years

### Raccolte
- 2010 - Moving Forward in Reverse: Greatest Hits

### Singoli
- 2000 - Your Disease
- 2001 - Click Click Boom
- 2002 - After Me
- 2003 - Always
- 2003 - Rest in Pieces
- 2003 - Raise Up
- 2004 - Survival of the Sickest
- 2004 - Razor's Edge
- 2006 - Ladies and Gentlemen
- 2008 - Family Reunion
- 2011 - Badass
- 2013 - In It to Win It